# Point Blank
| Системные требования | Системные требования                    | Системные требования                    |
| -------------------- | --------------------------------------- | --------------------------------------- |
|                      | Минимальные                             | Рекомендуемые                           |
| Wintel               |                                         |                                         |
| ОС                   | c поддержкой DirectX 9.0C               | c поддержкой DirectX 9.0C               |
| ЦПУ                  | Pentium IV 2,0 ГГц                      | Pentium IV 3,0 ГГц                      |
| Объём ОЗУ            | 512 Мб                                  | 1 Гб                                    |
| Место на диске       | 1,5 Гб                                  | 1,5 Гб                                  |
| Видеокарта           | NVidia GeForce FX 5700                  | NVidia GeForce FX 6600                  |
| Сеть                 | доступ в Интернет со скоростью 1 Мбит/с | доступ в Интернет со скоростью 1 Мбит/с |

Point Blank (произносится [ˈpɔɪnt blæŋk]) — компьютерная игра в жанре массового многопользовательского шутера от первого лица, разработана Zepetto и издана NCsoft в октябре 2008 года, в России была издана 4 декабря 2009 года. В 2010 году совместно с ФКС Point Blank стал киберспортивной дисциплиной и до сих пор активно развивается в этом направлении. Игра построена по модели Free-to-play — абонентская плата за доступ к игре отсутствует, игровые бонусы игроку даются за реальные деньги.

## Описание
Point Blank — тактический мультиплеерный шутер, схожий по геймплею с Counter-Strike. Игровой процесс строится на быстрых боях и тактических заданиях. В сражениях начисляются очки опыта и даются медали, за которые игрок может подняться в ранге, изучить умения и получить доступ к новому оружию. С 16 декабря 2009 года была введена система кланов и специальных клановых званий.
Сюжет игры построен на противостоянии двух группировок: «повстанцев» («красные») и «миротворцев» («синие»). С 2011 года в игру ввели третью силу — «динозавры». Игрок не связан с какой-либо стороной конфликта и может выбирать сторону непосредственно перед матчем.
На данный момент[когда?] в Point Blank действуют 8 режимов игры и 3 типа матчей, доступны более 30 карт и 140 видов вооружения, возможен выбор 7 специализаций профессии и 13 скинов персонажа.
Существует 13 различных моделей персонажа (далее — «скин»), по 5 человеческих на каждую из противоборствующих сторон и 3 за сторону динозавров. Игроку в начале игры дается 5 начальных скинов: 2 человеческих персонажа («Буффало» за «повстанцев» и SWAT), а также 3 персонажа-динозавра. В дальнейшем игрок может купить другие скины, используя для этого как внутриигровую валюту, так и реальные деньги.
На североамериканском рынке игра изначально была выпущена под названием Project Blackout. В ходе одного из обновлений название было изменено на Piercing Blow. Эта версия игры имеет некоторые отличия в предлагаемом игрокам арсенале, «скинах», сюжете.

## Сюжет
Существуют два варианта сюжета. В североамериканской версии Piercing Blow представлен сюжет, отличающийся от международной версии.

### Point Blank
В середине XX века молодое государство Корога было обычной развивающейся страной. Благодаря быстрому развитию, в течение 20 лет оно стало одним из сильнейших государств в мире. Из-за быстроты роста страна столкнулась с проблемами индустриализации, роста индивидуализма и сокращения населения. Предпринятые правительством усилия не смогли переломить ситуацию с убылью населения, поэтому было принято решение открыть границы для иммигрантов. Государство получило преимущества за счет дешёвой рабочей силы и увеличения населения, однако в стране начали вспыхивать конфликты между коренными жителями и вновь прибывшими иммигрантами. Коренные жители радовались увеличившемуся благодаря иммигрантам достатку, но относились к ним как к рабам с минимумом прав, отказывая им в возможности защиты со стороны закона или политического представительства. Иммигранты пытались мирными способами заявить о своем бедственном положении, а также получить какое-то влияние при помощи либерально настроенных коренных жителей. Однако притеснения со стороны правительства сделали это невозможным. Увеличившаяся напряженность привела к беспорядкам с расправой над иммигрантами, что стало причиной поддержки иммигрантами более радикальных групп. Всё сильнее разгорающийся конфликт интересов разделил общество страны между коренным CT-Force («синяя команда») и иммигрантским Free Rebels («красная команда»).
Задачей CT-Force является сохранение общественного порядка и привилегий для коренных жителей. Они декларируют «тотальную войну» против Free Rebels. С другой стороны, целью Free Rebels является изменение текущего порядка. Некоторые из них хотят, чтобы правительство признало законность их требований, другие — замены нынешнего правительства другим, а третьи — его полного уничтожения.

### Piercing Blow
Государство Корога стремительно приходит в упадок. Несмотря на то, что оно стало мировым лидером технологичного производства, его правительство слабо, неэффективно, коррумпировано и разрозненно под влиянием различных сект. Её переполненными и разрушающимися городами управляют мощные криминальные группировки. Корпорации преуспели в установлении влияния над демократически избранным правительством, и в увеличении разницы между богатыми и бедными. Из-за достатка прошедшей эпохи глобального мира граждане теперь склонны поступиться своими правами ради комфорта и безопасности.
Корпорации хорошо понимают, что им нужно. Они хотят создать социальную утопию, в которой свободные рыночные силы будут контролировать общество, а политическая система будет сведена к нескольким подставным лицам. Одним из этапов достижения этого была замена The Corps, сил обороны Короги из добровольцев и призывников, армией военизированных наемников под названием Aegis Incorporated, обученных и контролируемых корпорациями. При поддержке разных антивоенных групп, финансируемых корпорациями, правительство официально ликвидировало The Corps и передало все оставшееся от них обмундирование и сооружения в ведение Aegis Inc. Вскоре после этого был принят ряд законов, ограничивших гражданские свободы. Предполагалось, что эти законы должны были помочь в борьбе с нараставшей преступностью, однако в итоге стали использоваться для установления контроля над обществом.
Значительная часть из бывших The Corps ушла в подполье, надеясь свергнуть поддерживаемую корпорациями олигархию, которая управляет Корогой, и заменить её реальной демократией. Благодаря поддержке гражданских групп, настроенных против власти корпораций, богатых покровителей и связям на чёрном рынке, The Corps стала впечатляющей и хорошо вооруженной подпольной армией. Они планируют измотать в ходе партизанской войны силы Aegis, восстать против кабалы руководителей корпораций, управляющих олигархией, а также нейтрализовать всех коллаборационистов и предателей, помогавших этой системе.
Игроки должны выбрать одну из сторон. Aegis Inc («синяя» команда) выступает за закон и порядок, за которыми прячутся угнетение и тирания. The Corps («красная» команда) выступает за демократию и свободу, за которыми прячутся анархия и беспорядочная жестокость. Сторона, которая победит в конфликте, сможет навязать свои взгляды народным массам.

## Игровой процесс

### Режимы игры
Игрокам доступны 8 режимов игры и 3 типа матчей в зависимости от оружия.
- Общий матч: режим игры, где необходимо за отведенное время уничтожить установленное количество противников. После смерти игрок возрождается в течение нескольких секунд.
- Уничтожение: аналог «общего матча», однако на один раунд дается всего одна жизнь.
- Подрыв: подрыв/защита локации. «Повстанцы» закладывают бомбу в установленном месте или до того уничтожают весь отряд «миротворцев». У «миротворцев» цель обратная: уничтожить всех «повстанцев» до установки бомбы, либо нейтрализация бомбы после её установки. Режим аналогичен таковому из Counter Strike.
- Разрушение: режим, в котором необходимо уничтожить некий объект противника, не дав ему при этом разрушить аналогичный свой.
- Оборона: сценарий, «повстанцы» должны за отведенное время захватить некий объект, а «миротворцы» — обеспечить его оборону.
- Бегство: матч против «динозавров». Задача игроков — сбежать с объекта, достигнув специальной точки на карте. Задача «динозавров» — предотвратить побег.
- Скотобойня: смешанный режим «бегства» и «общего матча». Команда людей сражается против «динозавров» на картах для «общего матча», соблюдая условия режима «бегство».
- Случайный: режим, в котором карта выбирается случайным образом. Предусмотрена возможность предварительной настройки механизма случайного выбора карт.

В Point Blank на особенности сценария сражения также влияет используемое оружие. Существует 3 типа матчей.
- Дробовики: обычные бои с дробовиком. Используются во всех режимах, кроме «бегства» и «скотобойни».
- Снайпер: дуэли снайперов. Противники используют только снайперскую винтовку. Режим игры — «общий матч».
- Кулачный бой: контактный тип рукопашного боя, в котором огнестрельное оружие и осколочные гранаты отключены по умолчанию. Режим игры — «общий матч».

### Вооружение
В Point Blank доступно более 140 единиц обновляемого оружия. Арсенал разделяется по виду (огнестрельное, холодное и взрывающееся), по функционалу (расширенное или простое) и по способу получения (игровая валюта, реальные деньги, задание и т. п.).
При создании персонажа (то есть при первом входе в игру) игрок получает стартовый комплект вооружения, включающий в себя K-1, K-2, SSG-69, K-5, M-7, K400, Smoke, Flash Bang, а также 5 тысяч Game Points. Дополнительное оружие в Point Blank можно купить как за игровую валюту, так и за реальные деньги.
Приписка «Ext.» (с англ. — «расширенный») означает наличие у оружия вторичной функции (коллиматорный прицел, быстрая смена магазина и т. д.). Исключение — снайперские винтовки, у которых оптический прицел стоит по умолчанию. Приписки Sl. (англ. silver, с англ. — «серебряный»), G. (англ. gold, с англ. — «золотой»), S. (англ. special, с англ. — «особый») обозначают оружие, купленное за реальные деньги или полученное за задание. У такого оружия к расширенному функционалу добавляются улучшенные характеристики — повышение урона и увеличение количества патронов в магазине. Например, у Снайперской винтовки Драгунова в магазине 10 патронов, а у версии Sl. — 13. У оружия Kriss S.V., P90 M. C. и некоторых версий M4A1 Custom существует 2 вида дополнительных функций.

### Квесты
Point Blank — это тактический шутер, поэтому помимо привычных матчей, игрок может купить миссию с набором заданий. В каждом задании 4 условия успешного выполнения миссии. Типы заданий адаптированы под шутер: убийство противников с определённым оружием нужное количество раз, используя указанный способ или боевой арсенал. За выполнение миссии игрок получает опыт и предметы, нужные для получения навыков. Классовые миссии доступны сразу, общие — по достижении определённого ранга.

## Развитие персонажа
Развитие персонажа в игре сопровождается рангом звания (аналог уровня) и перками (аналог умений и специализаций). Развитие персонажа напрямую зависит от очков боевого опыта и количества набранных за миссии медалей. С повышением звания игрок получает доступ к перкам и может выбрать свой путь развития из семи специализаций.

### Ранги
После каждого боя игрок получает очки опыта, за которые персонаж повышается в ранге звания. Более высокий ранг открывает новые перки, миссии и экипировку. Всего в игре 50 рангов, от рекрута до генерала армии. В зависимости от ранга усиливаются разные характеристики персонажа. Усилениями могут быть: скорость передвижения, уменьшение отдачи оружия, радиус поражения и многое другое. Последние четыре ранга можно получить, только набрав количество опыта большее, чем у других претендентов за то же звание.

### Перки
Перками (англ. perk, с англ. — «привилегия») в игре называют умения и их дальнейшую специализацию. Перки становятся доступными при достижении очередного ранга, но активируются за определённое количество наград с миссий. Активация перка позволяет игроку улучшить любой параметр оружия и персонажа за счет ухудшения другого. Прокачка некоторых перков открывает возможность использования особых видов оружия (например, точность нужна для снайперских винтовок) или усиления его базовых характеристик. Изначально доступен для использования всего один перк. При дальнейшем продвижении по службе открывается возможность использовать три перка. В конце развития каждой профессии предусмотрено получение крапового берета, дающего бонус к перезарядке оружия.

### Специализации
Улучшая перки, можно получить возможность выбора одной из 7 специализаций, среди которых 3 основных профессии (штурмовик, налетчик, снайпер) и 4 дополнительных (диверсант, пулеметчик, инженер, подрывник).

### Скины
В Point Blank есть возможность индивидуализации персонажа при помощи скинов (разных видов внешности). На данный момент в игре представлены 13 скинов — по 5 человеческих за каждую из сторон противника и 3 за сторону динозавров. Новичок может выбрать из двух человеческих скинов (Буффало за «повстанцев» и SWAT) и трех скинов динозавра. Скины можно покупать за внутриигровую валюту и реальные деньги.

## Киберспорт
В мире насчитывается 10 000 киберспортивных команд по Point Blank местного и международного уровня. История Point Blank как киберспортивной дисциплины началась с проведения турнира в формате 5х5 в рамках лиги ESL. Впоследствии Point Blank стал появляться на других киберспортивных площадках, таких как WCG, Intel Challenge, Samsung Masters, Star Ladder и на многочисленных российских турнирах. С увеличением стран, где существует локализированная версия игры, разработчик начал проведение международных турниров.

### Международный чемпионат (PBIC)
PBIC (англ. Point Blank International Championship) — ежегодный всемирный турнир, организуемый и спонсируемый компанией Zepetto с 2011 года. Первый PBIC прошел в Южной Корее, второй — в Индонезии. 5 и 6 октября 2013 года в Бангкоке состоялся третий турнир PBIC. Главным организатором стала компания Garena, издатель Point Blank в Таиланде. 10 команд из разных стран разыграли призовой фонд $50 000. В мероприятии участвовали игроки из Индонезии, Филиппин, России, Тайваня, Турции, Таиланда, стран Латинской Америки и Ближнего Востока.

### Point Blank в России
В сотрудничестве с Федерацией Киберспорта России (ФКС) по Point Blank организовано около сотни мероприятий: Кубок России, Чемпионат России, МКЛ, WCG. Чемпионаты проходили более чем в 30 городах России и СНГ. Ежегодные призовые турниров Point Blank — $200,000.

## Отзывы и рецензии
| Русскоязычные издания | Русскоязычные издания |
| Издание               | Оценка                |
| --------------------- | --------------------- |
| «PC Игры»             | 6,5/10                |
| «Игромания»           | 6,0/10                |

Издания-рецензенты единогласно называют главным достоинством Point Blank динамичность игры. Помимо «жуткой динамики» «Игромания» выделяет также «полнейшую несерьезность происходящего», которая делает игровой процесс захватывающим и компенсирует средние технические характеристики.
На сайте Gameland пишут о вторичности игры, как о главном её недостатке. Успех шутера объясняют тем, что в нём «все решает скилл». Среди особенностей также выделяют разнообразие режимов и элементы ММО.
Эксперт StopGame в числе плюсов игры называет низкий порог вхождения, стабильность клиента и затягивающий геймплей, а к минусам причисляет небольшой выбор карт, режимов и проблемы с балансом.

## Разработка и развитие
Point Blank был создан в 2008 году южно-корейской компанией Zepetto, и в марте 2008 локализован компанией NCSoft. К 2014 году игра была издана в 9 странах мира. Каждая локализация имеет свое уникальное оружие, скины и местные особенности. Например, на территории Северной Америки игра распространяется с другой историей и называется Project Blackout.